# Veine antérieure du ventricule droit
 (avril 2025).
Les veines antérieures du ventricule droit sont des veines (généralement deux à cinq) du système veineux du cœur.

## Origine et trajet
Les veines antérieures du ventricule droit naissent sur la face antérieure du ventricule droit sur laquelle elles cheminent.

## Terminaison
Les veines antérieures du ventricule se jettent directement dans l'atrium droit.

## Zone de drainage
Les veines antérieures du ventricule droit drainent la paroi antérieure du ventricule droit.